# Kennedy Space Center

Logo des Kennedy Space Centers

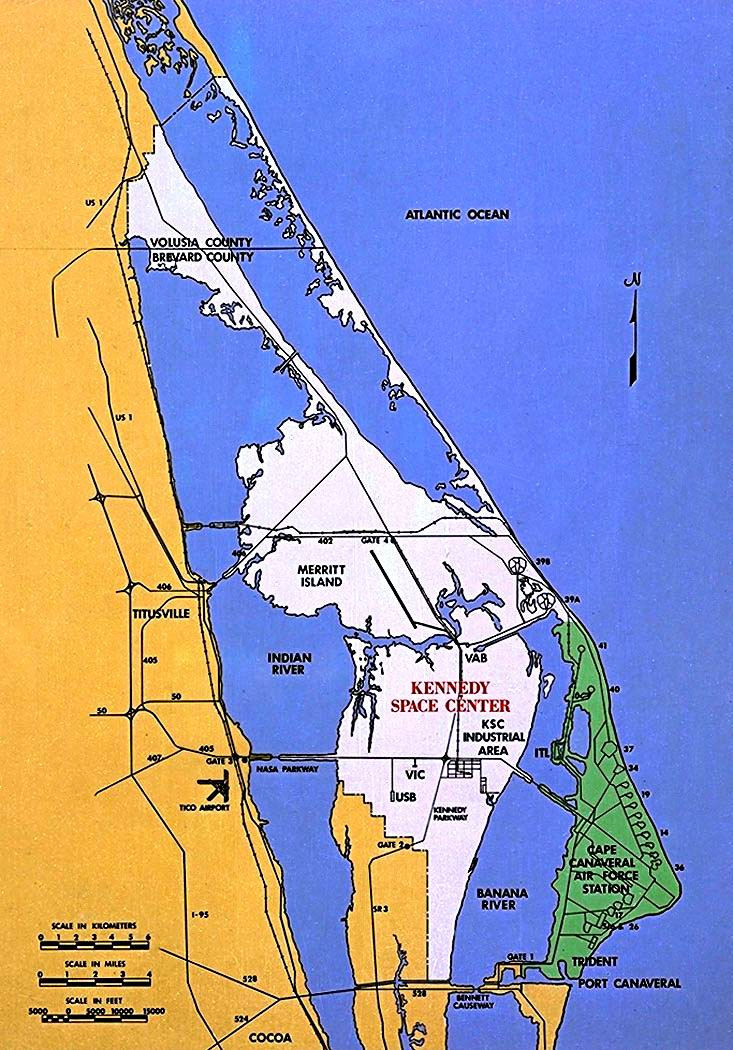
Karte von Cape Canaveral mit dem Kennedy Space Center (grau) und der Cape Canaveral Air Force Station (grün)

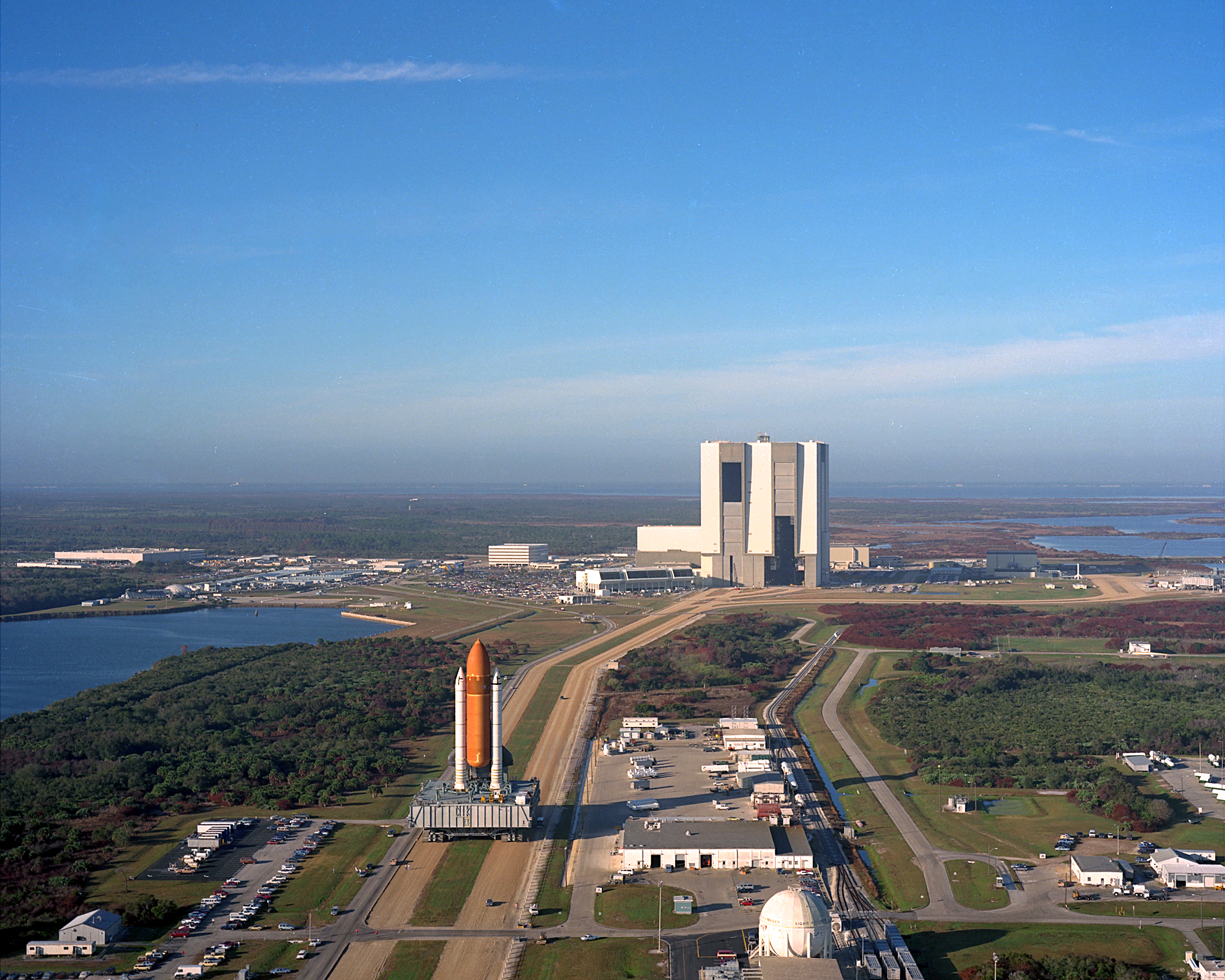
Shuttle Atlantis auf dem Weg zur STS-36-Mission

Das John F. Kennedy Space Center (KSC, englisch für John-F.-Kennedy-Weltraumzentrum) ist ein Weltraumbahnhof der NASA auf Merritt Island in Florida. Das KSC liegt nordwestlich der Cape Canaveral Space Force Station der United States Space Force und grenzt an diese. Vom KSC aus starteten bis März 2024 alle bemannten Raumflüge der USA – zuerst die Apollo-Missionen und von 1981 bis 2011 die Space Shuttles, die dort auch teilweise wieder landeten, seit 2020 die wiederverwendbare Crew Dragon des Raumfahrtunternehmens SpaceX.

## Lage
Das 55 km lange und 10 km breite Gelände umfasst eine Fläche von rund 567 km². Es liegt bei den geografischen Koordinaten 28° 35′ 7″ N, 80° 39′ 3″ W.
Im KSC arbeiten 17.000 Menschen. Damit stellt es für die Region einen erheblichen Wirtschaftsfaktor dar. Mit einem großen Besucherzentrum und geführten Touren über das Gelände ist das KSC auch ein wesentlicher Anziehungspunkt für Touristen.
Da viele Bereiche des Geländes nicht zuletzt aus Sicherheitsgründen für die Öffentlichkeit gesperrt sind, dient das Areal auch als ein Ort für viele geschützte Wildtiere. Die Nordspitze der Insel ist als Naturschutzgebiet ausgewiesen (Merritt Island National Wildlife Refuge).
Direkt angrenzend auf einer südöstlich vorgelagerten Halbinsel liegt das Gelände der Cape Canaveral Space Force Station (CCAFS) der U.S. Air Force. Dort werden Satelliten für militärische, aber auch kommerzielle Zwecke gestartet. Bis Oktober 1968 starteten von dort auch die bemannten Weltraummissionen der USA im Rahmen der Mercury-, Gemini- und Apollo-Programme.

## Aufbau
Das KSC besteht aus vier Bereichen: der KSC Industrial Area, dem Launch Complex 39 mit seinen beiden Startrampen LC-39A und LC-39B sowie der Shuttle Landing Facility. Hinzu kommt ein Besucherzentrum für Touristen.
In der KSC Industrial Area sind Verwaltungsgebäude der NASA sowie Zulieferfirmen untergebracht. Hier befinden sich auch die Space Station Processing Facility für die Internationale Raumstation sowie das Operations & Checkout Building, in dessen oberem Stockwerk die Astronauten wohnen, wenn sie sich zu Tests oder vor dem Start in Florida aufhalten.

### Startkomplex 39

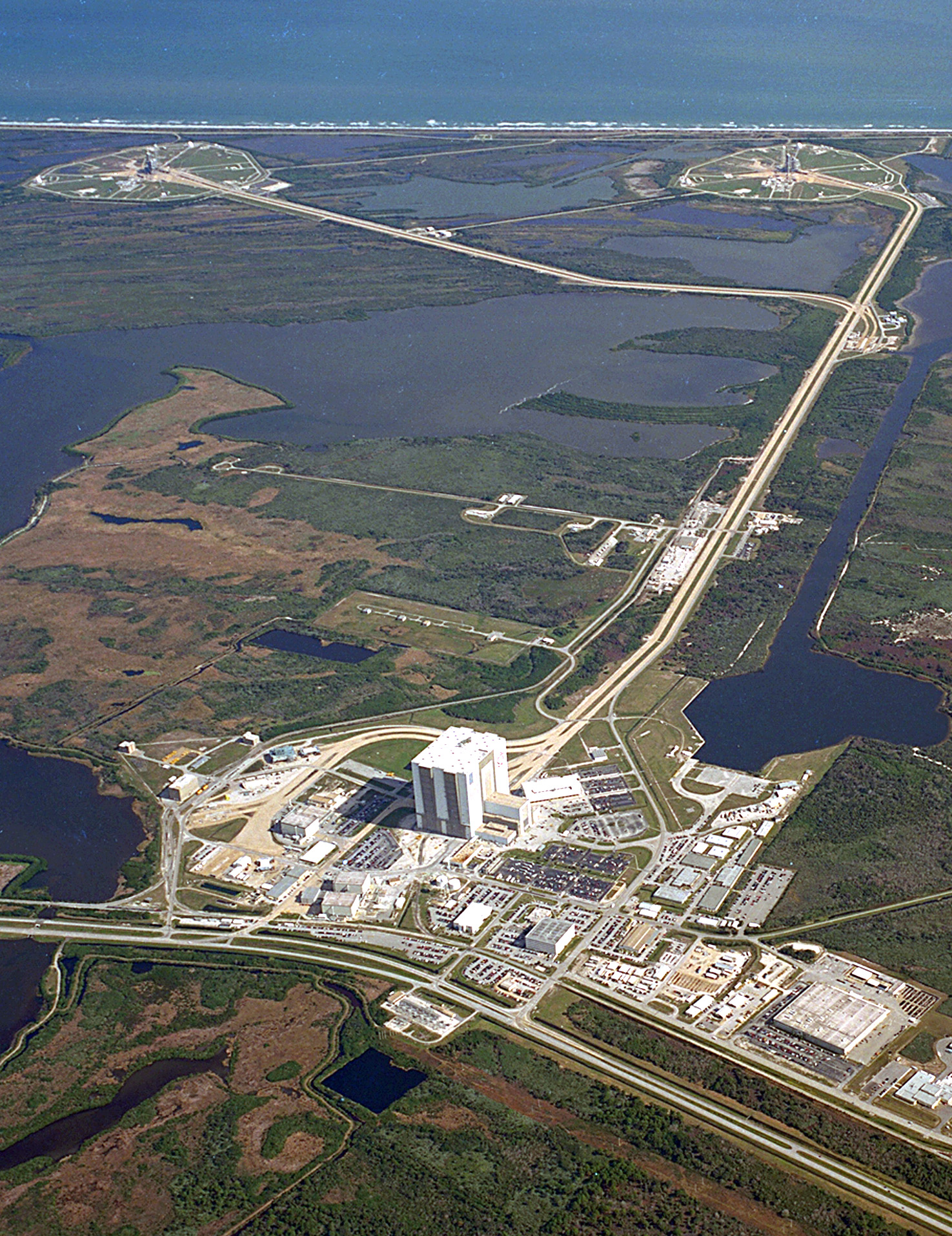
KSC – Startkomplex 39, zu erkennen sind das VAB sowie die Startrampen 39A und 39B

Der Startkomplex 39, im Bild rechts zu sehen, wurde für die Apollo-Flüge zum Mond gebaut. Im Vordergrund, am unteren Bildrand, befinden sich die Werkstattgebäude und das Kontrollzentrum, etwas links die Orbiter Processing Facility (OPF), in der gelandete Space Shuttles gewartet wurden. Alles überragend im Mittelpunkt steht das Vehicle Assembly Building (VAB), das Montageplätze („High Bays“) für drei Raketen vom Typ Saturn V bot und später zur Montage des Space Shuttles mit dem Außentank und den Feststoffraketen diente. An der Südseite des Hauptgebäudes schließt sich ein niedrigeres Werkstattgebäude („Low Bay“) an, unter anderem für die Haupttriebwerke des Shuttles. Das VAB ist 160 m hoch und steht auf einer Fläche von 218 m × 158 m.
Vom VAB aus führen zwei Schotterspuren für die großen Crawler-Transporter etwa sechs km nordöstlich in Richtung der Startplätze A (Süd) und B (Nord) an der Atlantikküste. Das KSC besitzt zwei Crawler Transporter, mit denen die unbetankten und startfertigen Shuttles zu den Startplätzen gefahren wurden. Auch die Saturn-V-Raketen des Apollo-Programmes wurden bereits mit diesen Fahrzeugen transportiert. Es war für damalige Verhältnisse eine technische Meisterleistung, die 110 m hohen Raketen aufrecht stehend nicht nur zu den Startplätzen zu fahren, sondern auch noch die 5-%-Steigung zu den Startrampen hinauf unfallfrei zu bewegen.

#### Startrampen LC-39A und LC-39B

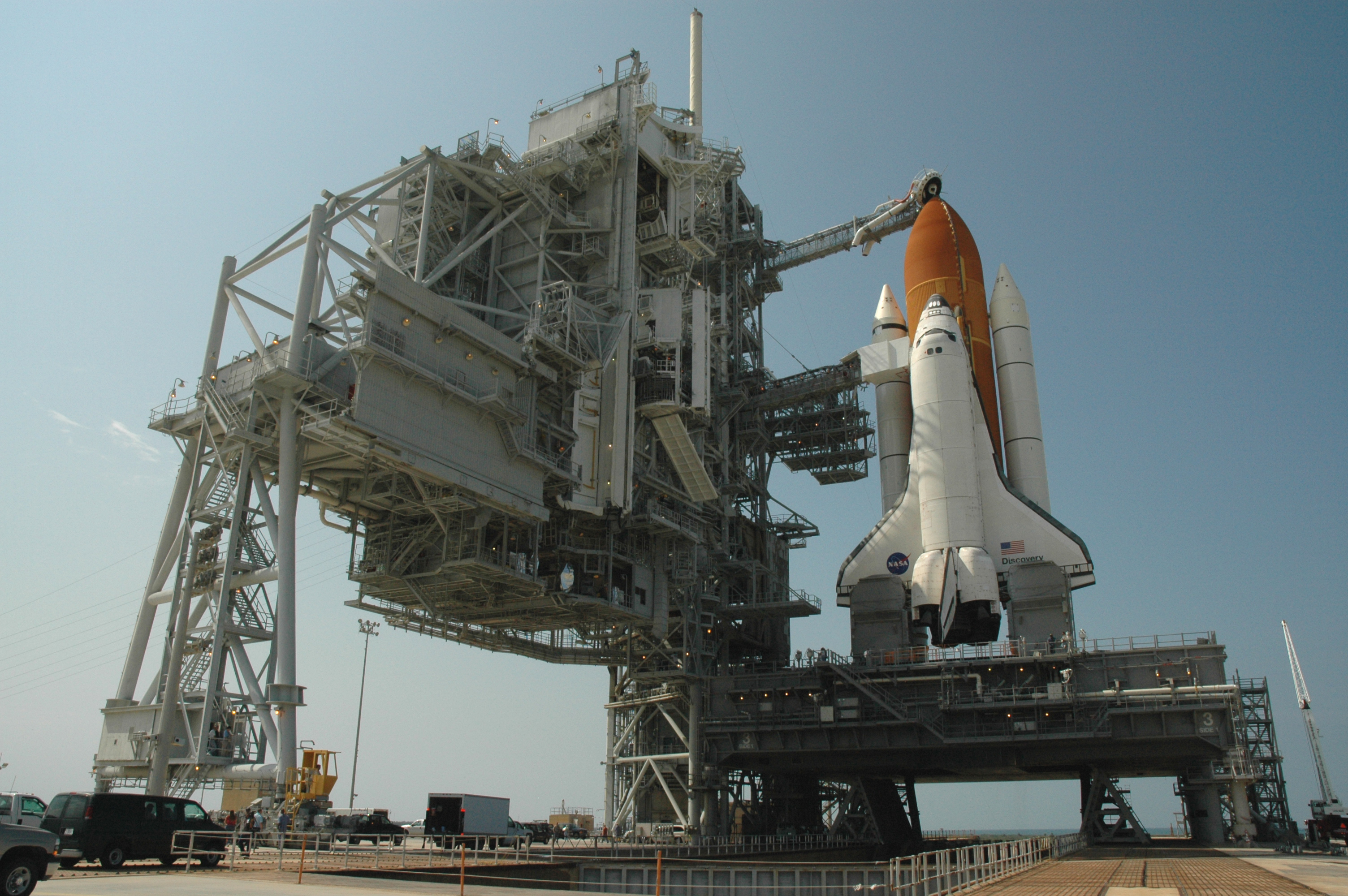
Discovery auf der Startrampe LC-39B

Die beiden Startrampen LC-39A und LC-39B befinden sich wenige Meter hinter dem Atlantikstrand, ca. 2,7 Kilometer voneinander entfernt. Da das Space Transportation System (Shuttle) bei weitem nicht die Höhe der Saturn V-Raketen hatte, wurde der ursprüngliche Gerüstturm gekürzt und bildete die (ohne Blitzableiterstab) 81,3 m hohe Fixed Service Structure, in der sämtliche Versorgungsstränge zum Space Shuttle verliefen. Die Rotating Service Structure konnte wie eine Schutzhaube um das Space Shuttle eingedreht werden und diente, neben dem Wetterschutz, zur Beladung der Ladebucht des Orbiters.
Um die Anlagen wie auch das startende Gefährt vor den zerstörerischen Schallwellen zu schützen, werden beim Start innerhalb weniger Sekunden mehr als eine Million Liter Wasser auf den unteren Bereich gesprüht. Trotzdem ließen Starts der Saturn V in der etwa 20 km entfernt liegenden Stadt Titusville regelmäßig Fensterscheiben bersten.
In der nordöstlichen bzw. nordwestlichen Ecke befinden sich die runden Treibstofftanks für Wasserstoff und Sauerstoff, die jeweils ungefähr 3,3 Millionen Liter gekühltes Flüssiggas enthalten. Der Außentank des Space Shuttles wurde wegen der Explosionsgefahr erst kurz vor dem Start aus diesen beiden Rundtanks befüllt.
LC-39B stand in der Endphase des Shuttle-Programmes für dieses nicht mehr zur Verfügung, weil es zunächst für Starts mit der Ares-I-Rakete umgebaut wurde. Die verbleibenden Shuttle-Flüge wurden nur noch von LC-39A durchgeführt. Mittlerweile wird LC-39A von SpaceX für Starts der Falcon 9 und der Falcon Heavy genutzt. LC-39B wird für Starts des Space Launch System umgebaut.

### Startkomplex 48
Zwischen dem LC-39A und dem südöstlich gelegenen SLC-41 der Cape Canaveral Space Force Station errichtete die NASA den LC-48. Er wurde Ende 2020 fertiggestellt und ist für den Start kleiner Trägerraketen vorgesehen.
Der Platz ist minimalistisch angelegt; er besteht nur aus einer etwa 16 × 13 Meter großen Betonfläche für die Starts, zwei kleineren Nebenflächen südwestlich und nordöstlich davon zum Abstellen von Gerät, Zufahrtswegen und einem Abwasserbasin. Die zukünftigen Nutzer müssen Startvorrichtung, Treibstoff- und Wassertanks etc. selbst mitbringen. Der Bau einer zweiten, identischen Anlage am LC-48 zur parallelen Nutzung von zwei Startpositionen ist möglich und bereits vorgeplant.

### Shuttle Landing Facility
3,2 km nordwestlich des VAB befindet sich die Shuttle Landing Facility (SLF), eine 4,6 km lange Landebahn für die US-Raumfähren. Wenn der Orbiter an einem anderen Ort landete, wurde er Huckepack mit einem Shuttle Carrier Aircraft zum KSC gebracht und direkt an der Landebahn mit einer speziellen Hebevorrichtung vom Transportflugzeug getrennt und zu einer Orbiter Processing Facility (OPF) gefahren, um dort auf den nächsten Flug vorbereitet zu werden.

### Besucherzentrum

Das Logo des KSC-Besucherzentrums

Der sogenannte KSC Visitor Complex vor den Toren des KSC dient als Informationszentrum für Touristen. Die kommerzielle Unterhaltung in Gestalt eines IMAX-3D-Kinos darf nicht darüber hinwegtäuschen, dass das Besucherzentrum eine Fülle an interessanten Informationen zur Geschichte der Raumfahrt der USA bereithält. Im sogenannten Rocket Garden sind Raketen aller Generationen, beginnend mit dem Nachfolger der deutschen V2 sowie (im angrenzenden Museum) die benutzte Landekapsel eines Raumschiffs aus den 1960er Jahren, ausgestellt.

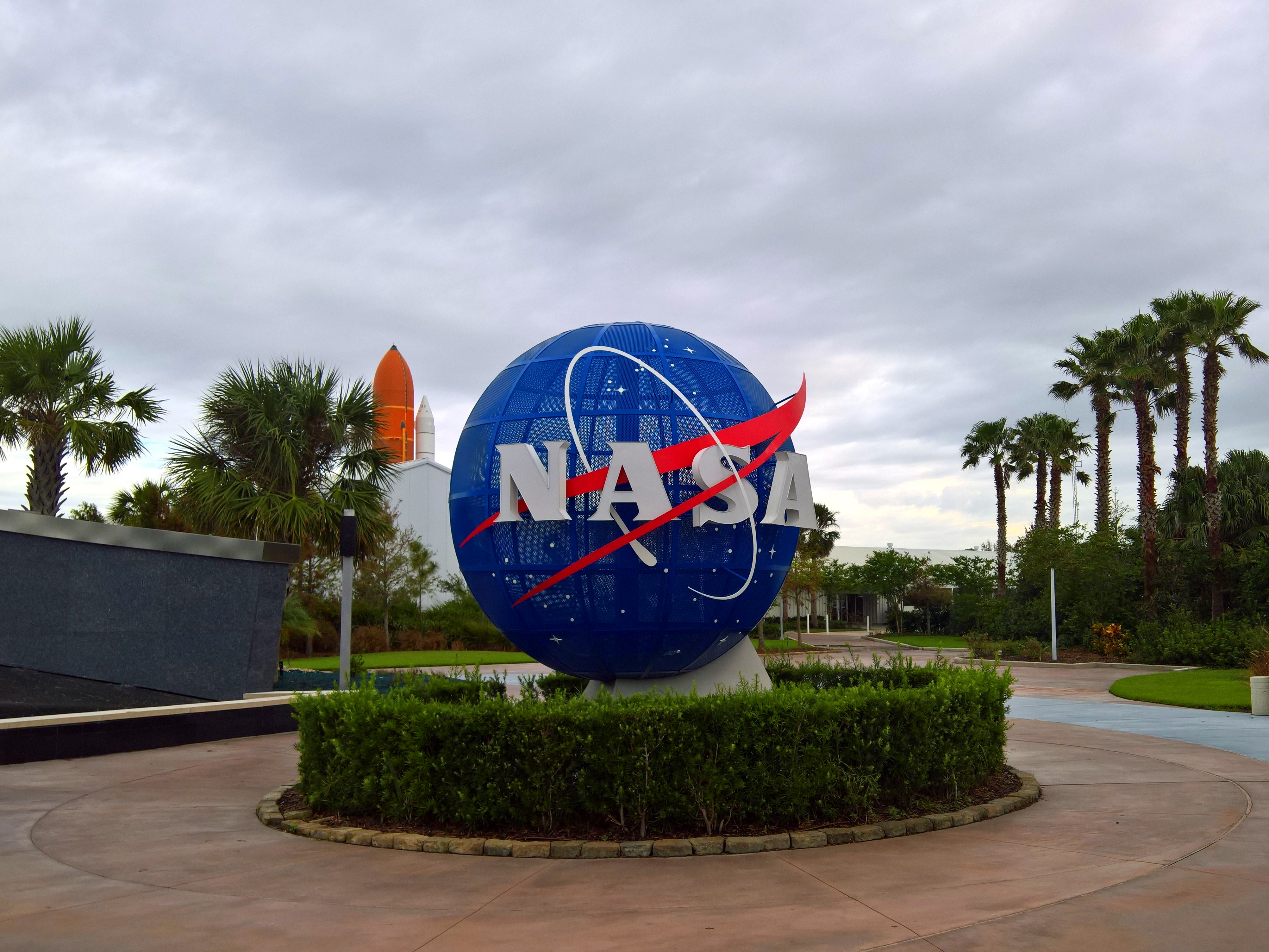
Eingangsbereich des Kennedy Space Center Visitor Complex

Der Visitor Complex bietet Führungen durch seine Ausstellungen an und ist Ausgangspunkt für unterschiedliche Bustouren über das KSC-Gelände, bei denen auch das „Apollo/Saturn V Center“ angesteuert wird. Dort befindet sich eine der zwei verbliebenen Saturn-V-Raketen. In einem kleinen Theater wird eine Saturn-V-Mission vom Start bis zur Landung auf dem Mond nachgestellt. Außerdem werden auch Bustouren zum Vehicle Assembly Building und zur Startrampe LC-39A angeboten.
Seit Mai 2007 können die Besucher in der „Shuttle Launch Experience“ die beim Start eines Space Shuttles auftretenden Kräfte nachempfinden. Außerdem ist seit Ende Juni 2013 die Raumfähre „Atlantis“ als Museumsstück im Besucherzentrum ausgestellt.

## Leiter des Kennedy Space Center
Seit der Gründung des KSC haben insgesamt zehn NASA-Mitarbeiter als Leiter gedient, darunter drei frühere Astronauten (Crippen, Bridges und Cabana):
| Name                 | Von                | Bis                                                           | Referenz      |
| -------------------- | ------------------ | ------------------------------------------------------------- | ------------- |
| Kurt H. Debus        | Juli 1962          | November 1974                                                 | [ 4 ]         |
| Lee R. Scherer       | 19. Januar 1975    | 2. September 1979                                             | [ 5 ]         |
| Richard G. Smith     | 26. September 1979 | 2. August 1986                                                | [ 6 ]         |
| Forrest S. McCartney | 31. August 1987    | 31. Dezember 1991                                             | [ 7 ]         |
| Robert Crippen       | Januar 1992        | Januar 1995                                                   | [ 8 ]         |
| Jay F. Honeycutt     | Januar 1995        | 2. März 1997                                                  | [ 9 ]         |
| Roy D. Bridges       | 2. März 1997       | 9. August 2003                                                | [ 10 ]        |
| James W. Kennedy     | 9. August 2003     | Januar 2007                                                   | [ 11 ]        |
| William W. Parsons   | Januar 2007        | Mitte Oktober 2008 (kommissarischer Nachfolger: Gene Goldman) | [ 12 ] [ 13 ] |
| Robert D. Cabana     | 26. Oktober 2008   | 17. Mai 2021                                                  | [ 14 ]        |
| Janet Petro          | 30. Juni 2021      | amtierend                                                     | [ 15 ]        |